# وهد

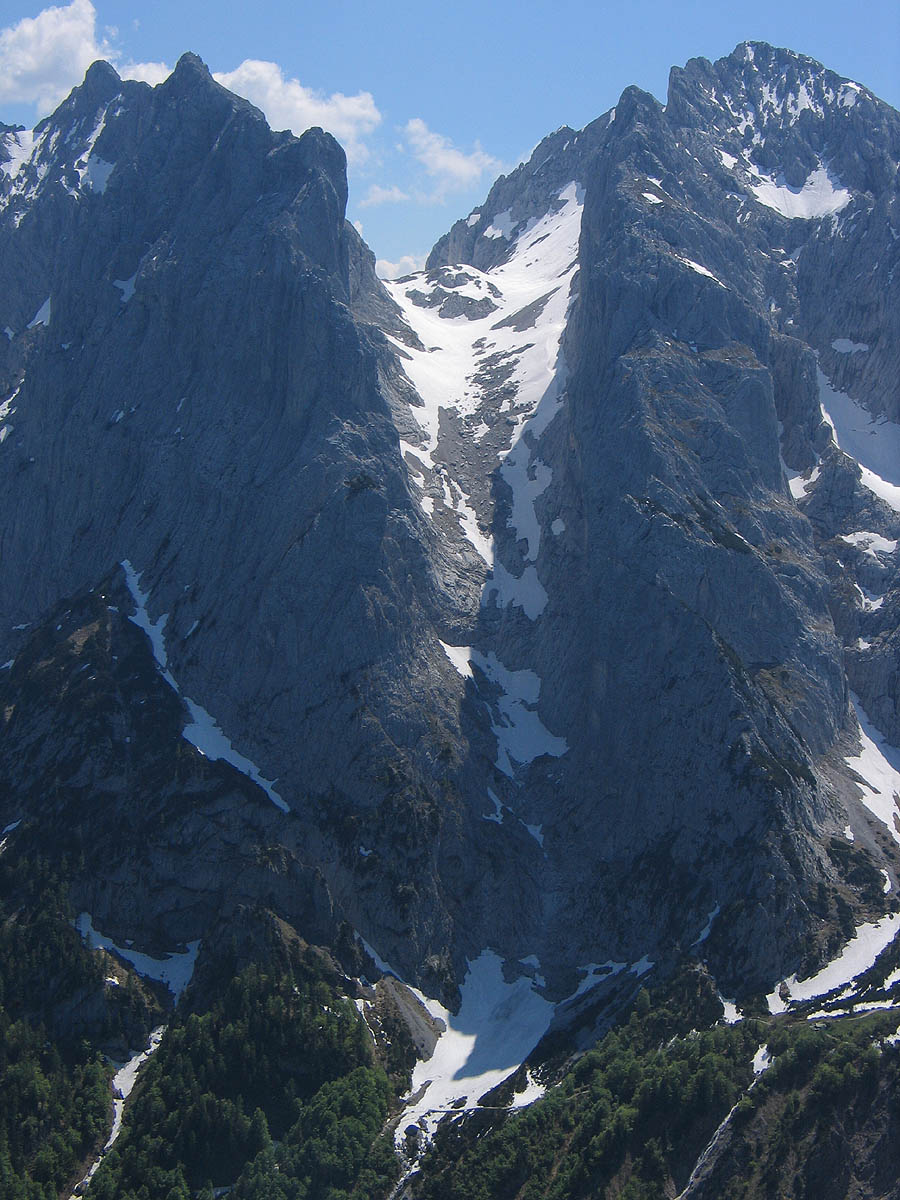
وهد Steinerne Rinne من الشمال مع قمم Predigtstuhl (على اليسار) و Fleischbank في جبال القيصر النمساوية

الوَهْد أو وادٍ منحدر ضيق هو مدفع ضيق شديد الانحدار في تضاريس جبلية.